# Halling, Kent
Halling är en ort och civil parish i grevskapet Kent i sydöstra England. Orten ligger i enhetskommunen Medway vid floden Medway, cirka 3 kilometer norr om Snodland och cirka 6 kilometer sydväst om Rochester. Tätorten (built-up area) hade 2 927 invånare vid folkräkningen år 2021.